# Wilson Akakpo
Wilson Akakpo (Ho, 10 ottobre 1992) è un calciatore ghanese naturalizzato togolese, difensore dell'Al-Fahad.

## Carriera

### Club
Ha iniziato la carriera giocando nella prima divisione ghanese con il Berekum Chelsea; in seguito ha giocato anche nella prima divisione egiziana ed in quella irachena.

### Nazionale
Tra il 2018 ed il 2019 ha giocato 2 partite con la nazionale maggiore togolese.

## Palmarès

### Club

#### Competizioni nazionali
- Coppa d'Iraq: 1

Al-Quwa Al-Jawiya: 2022-2023